# Кочари (армянский танец)
Кочари́ (арм. Քոչարի) — армянский народный массовый (мужской) танец. Состоит из умеренной и быстрой частей. Музыкальные размеры 2/4, 4/4, 8/4. Ритмика упругая, импульсивная, с частыми синкопами. Сопровождается игрой на зурне и дхоле; сочетание мелодии и аккомпанемента ударных инструментов создаёт полиритмический эффект. Кочари появился в первобытнообщинном строе, связан с культом животных. Распространён по всей Армении, имеет много разновидностей — мшо хыр, алашкерти кочари, карно кочари и др. Пляшут кочари на праздниках, танец привлекает образностью и мужественной динамикой. Кочари внесён в Список нематериального культурного наследия ЮНЕСКО (2017).

## Этимология
Исследовавшая танец Србуи Лисисицан отмечала (1958), что все лица, передававшие пляски вида кочари, утверждали, что кочари означает «пляска кочевников» (от «кочэ́л» — кочевать). В Музыкальном энциклопедическом словаре (1990) отмечается происхождение слова от тюркского «коч» (баран). Гагик Гиносян возводит корень названия танца к словам «գոչ», «ղոչ», «խոչ» («гоч», «гхоч», «хоч»), обозначающих овна, и связывает с поклонением этому животному.

## Описание
Танец имеет музыкальные размеры 2/4, 4/4, 8/4, темп — от умеренного до очень быстрого. Исполнители кочари держатся за руки или кладут друг другу руки на плечи и танцуют сомкнутым рядом по кругу. Перемена фигур происходит по команде вожака, который подаёт знак взмахом платка или возгласом. Состоит кочари из резких выпадов вперёд и назад, шагов с приплясом, переходящих в динамические прыжки с поворотами.

## Анализ пляски
В правильной форме плясок вида кочари явно сохранились, законсервировались двигательные корни древнейших движений некогда подражавших повадкам, скачкам и прыжкам, бою, боданию овнов и козлов, состязаниям и пляскам фавнов, сатиров, силенов, самого бога пастухов — Пана, как до сих пор сохранились древнейшие корни армянского языка. Подражательность движений особенно ярко выражена в стремительных выпадах вперёд, в переносах упора назад, как бы для размаха и в резком выпрямлении колена после выпада, с наклоном торса вперед, как бы для того, чтобы «боднуть» соперника.
Предполагается, что вид плясок кочари был связан с культом плодородия. Кочари близок к пляскам Вэр-вэри́ тоже посвященных культу плодородия. Так например, некоторые пляски вида Кочари в быстрых частях развивают не основу в 8 единиц счёта своей I части, а переходят на быстрые части в 6 единиц, присущие виду Вэр-вэри. Это указывает на наличие процесса разложения старой формы данного вида плясок за утерей старого содержания и на слияние остатков этой формы с наиболее родственной ей формой плясовых фигур других плясок аналогичного культа плодородия, с каковыми были связаны истоки плясок вида Вэр-вэри.
Правильной основной формой кочари является плясовая фигура, состоящая из 8 основных движений, совершаемых по четвертям, правильнее сказать, по одной восьмой, и выдерживающих по паузе в одну восьмую. В 8 подобных основных движений кочари вкрапливаются характерные приплясы, сначала с помощью пригибов и выпрямлений колен, затем с помощью подъёмов на носок и спусков на всю ступню, переходящих в быстрых частях в прыжки, изображающие скачку козлов.
Общим в содержании танца является то, что движения изображают животных и их прыжки, в основном движения овна, а в мшо хыр — лошадей. Мшо означает «Мушский» (от города и области Муш).

## Разновидности
- Алашкерти кочари[14]
- Апарани кочари[4]
- Йэрлакани (Талинский вариант)[15]
- Карно кочари[16]
- Мартуну кочари[4]
- Мшо хыр[4]
- Позаре[17]
- Мшо кочари[18]
- Ахкти кочари[19]
- Схерди кочари[20]
- Буланхи кочари[21]

## Музыкальные произведения
Среди музыкальных произведений, в которых был использован танец есть следующие:
- Балет «Спартак» Арама Хачатуряна, его же фуга № 7 из цикла «Речитативы и фуги»[4][22]. Прослеживается связь с танцем в его скрипичном концерте[23][24].
- 2-й симфония Дживана Тер-Татевосяна[4]
- «Симфонические танцы» Эдварда Мирзояна[4]
- Соната Аро Степаняна[25]
- Струнный квартет Рубена Алтуняна[26]
- Фортепианный квинтет Эдгара Оганесяна[27]

## Культурный контекст
- Танец кочари (Мшо кочари), как и множество других танцев, был исполнен возле Рейхстага в 1945 г. советскими солдатами-армянами[28][29][30]. Очевидцем этого события Аршалуйсом Сарояном в память было написано стихотворение «Танец Победы». Одноимённая картина была принесена в дар музею на Поклонной горе[31]. Кадры исполнения танца у стен Рейхстага десятилетиями показывались по армянскому телевидению[32].
- Картина «Народный танец кочари» принадлежит кисти заслуженной художницы Армянской ССР Наны Гюликехвян и входит в цикл полотен о тружениках Армении[33].
- В 1970-е годы в Армении был популярен самодеятельный ансамбль «Оровел-кочари»[34].
- Армен Григорян, фронтмен группы «Крематорий», отмечал, что начало мелодии песни «Безобразная Эльза» — это, по сути, армянский танец «кочари», только сыгранный в рок-формате и со скрипкой[35][36].